# Ahmed Sayed
Ahmed Sayed, znany także jako Zizo (arab. أحمد سيد; ur. 10 stycznia 1996 w Kairze) – egipski piłkarz grający na pozycji  pomocnika w klubie Zamalek oraz w reprezentacji Egiptu.

## Kariera
Ahmed Sayed seniorską karierę rozpoczynał w Lierse SK. Potem przeniósł się do Moreirense. W 2018 roku przeniósł się do egipskiego Zamalek. Z klubem zdobył mistrzostwo kraju w 2021, Afrykański Super Puchar i Superpuchar Egiptu w 2020 oraz Puchar Egiptu i Afrykański Puchar Konfederacji w 2019.
W reprezentacja Egiptu zadebiutował 7 listopada 2019 z Liberią. Pierwszą bramkę  zdobył w meczu z Sudanem. Został powołany na Puchar Narodów Afryki 2021.